# رامونا باخمان
رامونا باخمان (به آلمانی: Ramona Bachmann) (زادهٔ ۲۵ دسامبر ۱۹۹۰) یک بازیکن زن فوتبال اهل کشور سوئیس است. وی در پست مهاجم برای تیم ملی فوتبال زنان سوئیس و باشگاه فوتبال بانوان چلسی و در لیگ برتر فوتبال زنان انگلیس بازی می‌کند. رامونا از مالترز و
ناحیهٔ لوتسرن است او از سن شانزده سالگی به سوئیس مهاجرت کرد و از سال ۲۰۰۷ تا ۲۰۱۱ چهار فصل پیاپی را برای تیم اومئا آی‌کی بازی کرد. وی در سال ۲۰۱۰ در ایالات متحده آمریکا و برای تیم آتلانتا بیت در لیگ حرفه‌ای فوتبال زنان آمریکا بازی کرد. پس از آن و در پایان فصل ۲۰۱۲ وی تیم اومیا را ترک کرد و با امضای قراردادی به تیم ال دی بی مالمو پیوست. در تابستان ۲۰۱۵ وی به کشور آلمان رفت تا برای تیم وولفسبورگ و در بوندس‌لیگا بازی کند.
باخمان از اولین بازی خود برای تیم ملی زنان سوئیس ژوئن ۲۰۰۷ تا کنون بیش از ۵۰ پنجاه بازی ملی را با پیروزی تیمش پشت سر گذاشته‌است. او همچنین در کارنامه خود حضور در جام جهانی فوتبال زنان زیر ۲۰ سال را به همراه تیم ملی جوانان سوئیس در سالهای ۲۰۰۶ و ۲۰۱۰ دارد. همین‌طور از افتخارات دیگر وی می‌توان به بدست آوردن لقب بازیکن طلایی یوفا در بازیهای جام ملت‌های اروپا زیر ۱۹ سال زنان در سال ۲۰۰۹ اشاره کرد. در ردهٔ بزرگسالان او به تیم ملی سوئیس کمک کرد تا برای اولین بار به جام جهانی فوتبال زنان در سال ۲۰۱۵ صعود کند. با داشتن یک مصدومیت مزمن در کمر خود در آغاز حرفه وی روند وی را مختل کرد.

## حرفهٔ باشگاهی
رامونا باخمان پیش از پیوستنش به باشگاه اس‌سی لوون کار خود را از باشگاه فوتبال مالترز آغاز کرد. پس از آن او پیشنهادهای هر دو باشگاه آمریکایی و آلمانی را رد کرد تا در ۱۶ سالگی با تیم سوئدی اومئا آی‌کی و در سال ۲۰۰۷ با این تیم قرارداری به امضا برساند. پس از خروج مارتا از این تیم در سال ۲۰۰۹ باخمن به عنوان یکی از بازیکنان کلیدی اومئا آی‌کی جایگاه خود را تثبیت کرد. او در سال ۲۰۰۹ توسط رای‌گیری به عنوان بهترین فوتبالیست زن سال سوئیس انتخاب شد.
در سال ۲۰۱۰ باخمن به عنوان انتخاب اول تیم آتلانتا بیت که در فصل نقل و انتقالات لیگ حرفه‌ای فوتبال زنان آمریکا به این تیم پیوست. پس از مصدومیت وی در لیگ زنان آمریکا و تمدید نشدن قراردادش با تیم آتلانتا بیت باخمن پیشنهادهایی را از باشگاه‌های کشورهای آلمان آمریکا و انگلیس را رد کرد تا در فصل ۲۰۱۱ به تیم اومئا آی‌کی بازگردد.
او لقب بهترین بازیکن فصل ۲۰۱۱ به خود گرفت و متعاقباً پس از آن به تیم روزنگرد پیوست تا از قهرمانی باشگاه فوتبال روزنگرد دفاع کند. پس از بازی در کنار بازیکنانی همچون مارتا و آنیا میتاگ و دیگر بازیکنان مطرح این تیم رفته رفته به یک بازیکن با کلاس جهانی بدل شد. او در آخرین حضورش با این تیم قهرمان لیگ برتر فوتبال زنان سوئد شد.
در ۲۶ اوت سال ۲۰۱۵ اعلام شد که باخمن با امضای قرار دادی که تا سال ۲۰۱۸ اعتبار دارد به تیم آلمانی وولفسبورگ پیوسته‌است.او در سال ۲۰۱۵ برای دومین بار به عنوان بهترین بازیکن زن فوتبال سوئیس انتخاب شد. در دسامبر ۲۰۱۶ تیم لندنی باشگاه فوتبال بانوان چلسی که در لیگ برتر فوتبال زنان انگلیس حضور دارد اعلام داشت که باخمن توافق کرده‌است تا در پنجره نقل انتقالات ماه آینده به این تیم بپیوندد.

## حرفهٔ ملی

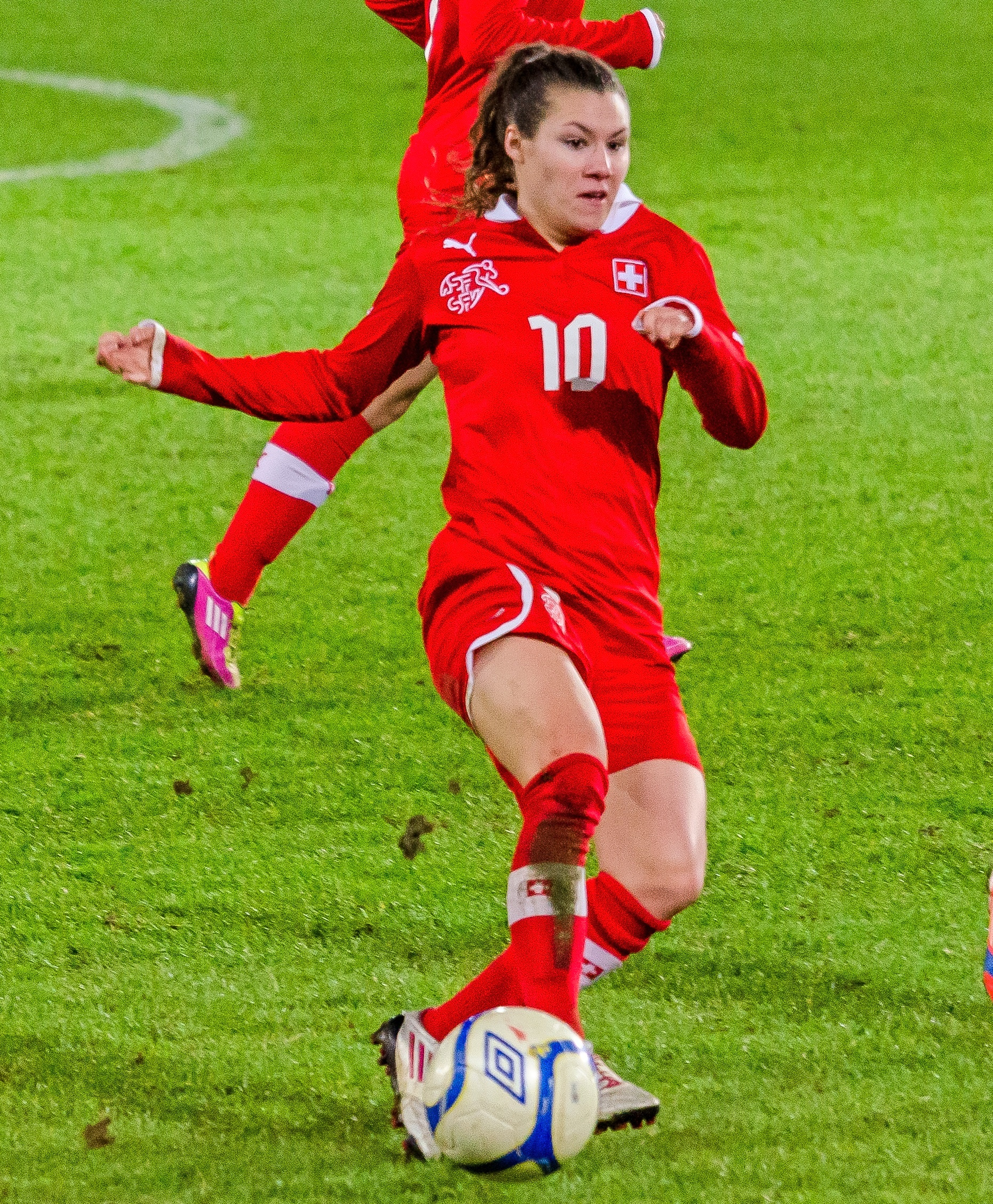
رامونا باخمن در حال بازی برای تیم ملی سوئیس، اکتبر ۲۰۱۲

باخمان برای تیم ملی سوئیس در سالهای ۲۰۰۶ و ۲۰۱۰ جام جهانی جام جهانی فوتبال زنان زیر ۲۰ سال بازی کرده‌است.در ادامه تورنومنت وی با مصدومیت مزمن از ناحیه کمر مواجه شد. در سال ۲۰۰۹ و در مسابقات جام ملت‌های زنان زیر ۱۹ سال که در کشور بلاروس برگزار می‌شد وی موفق شد تا جایزهٔ بازیکن طلایی یوفا را از آن خود کند.
رامونا باخمان اولین بازی خود را برای تیم ملی بزرگسالان سوئیس در مقابل تیم سوئد و در ژوئن سال ۲۰۰۷
و زمانی که شانزده سال داشت انجام داد. در سپتامبر ۲۰۱۰ او موفق شد یک گل به تیم انگلیس بزند اما با این حال تیم سوئیس شکست خورد. اما برای زدن این گل که با بستن دایو و شبیه‌سازی خطا به ثمر رسید مورد انتقاد قرار گرفت. پس از بازی وی اعتراف کرد که خطایی توسط دروازه‌بان انگلیس ریچل براون بر روی او انجام انجام نپذیرفته‌است و کارت قرمز ریچل براون بر مبنای درخواست لغو شد.باخمن در بازی بعدی پلی آف مقابل دانمارک به جهت درد کمر از تیم کنار گذاشته شد.
تاکنون بزرگترین دست‌آورد رامونا باخمن صعود به جام جهانی فوتبال زنان ۲۰۱۵ کانادا بوده‌است. پیش از این هیچگاه تیم سوئیس به جام جهانی صعود نکرده بود. پس از برد خانگی مقابل تیم ملی فوتبال زنان مالت آنها بازی بین تیمهای دانمارک و ایسلند را از طریق تلویزیون دنبال می‌کردند چرا که نتیجه این دیدار و تساوی این دو تیم پیروزی تیم زنان سوئیس را حفظ می‌کرد و طبق گفته رامونا باخمن: «زمانی که بازی با نتیجه مساوی تمام شد مسلم بود که ما مرحله گروهی را با پیروزی پشت سر گذاشته‌ایم، ما شروع به رقصیدن بر روی میزها کردیم.»
در جام جهانی تیم سوئیس به دور ۱۶ام رسید و با تیم اکوادور بازی کرد که این بازی با نتیجهٔ ۱–۱۰ پیروز شد. سه گل از این ۱۰ گل را رامونا باخمن برای تیم سوئیس به ثمر رساند. در بازی بعد از آن تیم سوئیس توسط تیم میزبان کانادا با باخت ۰–۱ و با گلی که تنها لحظاتی پس از شروع نیمهٔ دوم و در دقیقه ۵۲ بازیکن کانادا ژوزه بلانژر آن را به ثمر رساند از دور رقابتها کنار رفت. پس از پایان جام جهانی چندین باشگاه خواستار جذب رامونا باخمن ۲۴ ساله بودند که او باشگاه وولفسبورگ را انتخاب کرد.

## زندگی شخصی
رامونا باخمان در طی جام جهانی فوتبال زنان ۲۰۱۵ خود را به عنوان یک لزبین در انظار عمومی معرفی کرد. او از اوت سال ۲۰۱۴ در یک رابطه با کمیل لارا است.
وی همچنین چندین سال با آلیشاه لمان نیز در رابطه‌ بوده.